# Lohfelden
Lohfelden ist eine Gemeinde im nordhessischen Landkreis Kassel, sie liegt im Einflussbereich des direkt benachbarten Oberzentrums Kassel, mit dem sie auch Industrie- und Neubaugebiete teilt. Die historischen Ortskerne von Crumbach und Vollmarshausen zeichnen sich durch ihre reizvollen Fachwerkhäuser aus und sind als Gesamtanlagen unter Denkmalschutz gestellt, was ihre kulturelle und architektonische Bedeutung unterstreicht.

## Geographie
Durch die Ortsteile Vollmarshausen und Ochshausen fließt der Wahlebach (Fahrenbach). An Lohfelden grenzt südlich die Söhre, eine bewaldete Mittelgebirgslandschaft. Auf dem Gemeindegebiet befinden sich große Sandvorkommen, in unterschiedlichen Gruben finden sich u. a. Mauersand, Putzsand und Streusand. Ein Teil der Gruben wurde mit Erdaushub und Bauschutt verfüllt und bildet heute den Berg Tannenkopf sowie das Naherholungsgebiet Grüne Mitte oberhalb der Straße Am Sandberg. Alle drei historischen Ortskerne befinden sich in Tallagen von Bächen, Vollmarshausen und Ochshausen am Wahlebach, Crumbach am Wälzebach.

### Bebauung
Zwischen den alten Ortskernen Crumbach und Ochshausen wurde Anfang des 20. Jahrhunderts die Hauptstraße angelegt, südlich davon ist die Lange Straße, die am Rathaus endet, wo sich auch die Mehrzweckhalle und die Gesamtschule befinden. Zwischen den Ortsteilen Crumbach und Vollmarshausen gibt es einen Park mit dem Namen „Grüne Mitte“. Aufgrund der Größe der Gemeindefläche und dem Gartenstadtmodell findet sich eine größere Verdichtung nur innerhalb der historischen Ortskerne, Lohfelden ist allgemein eher von großzügigen Straßen mit Wohnbebauung sowie angrenzenden Gewerbegebieten und Grünflächen geprägt. Die Wohnbebauung geht übergangslos in Kassel (Forstfeld) und Kaufungen (Papierfabrik) über, ebenso das Gewerbegebiet mit Kassel-Waldau.

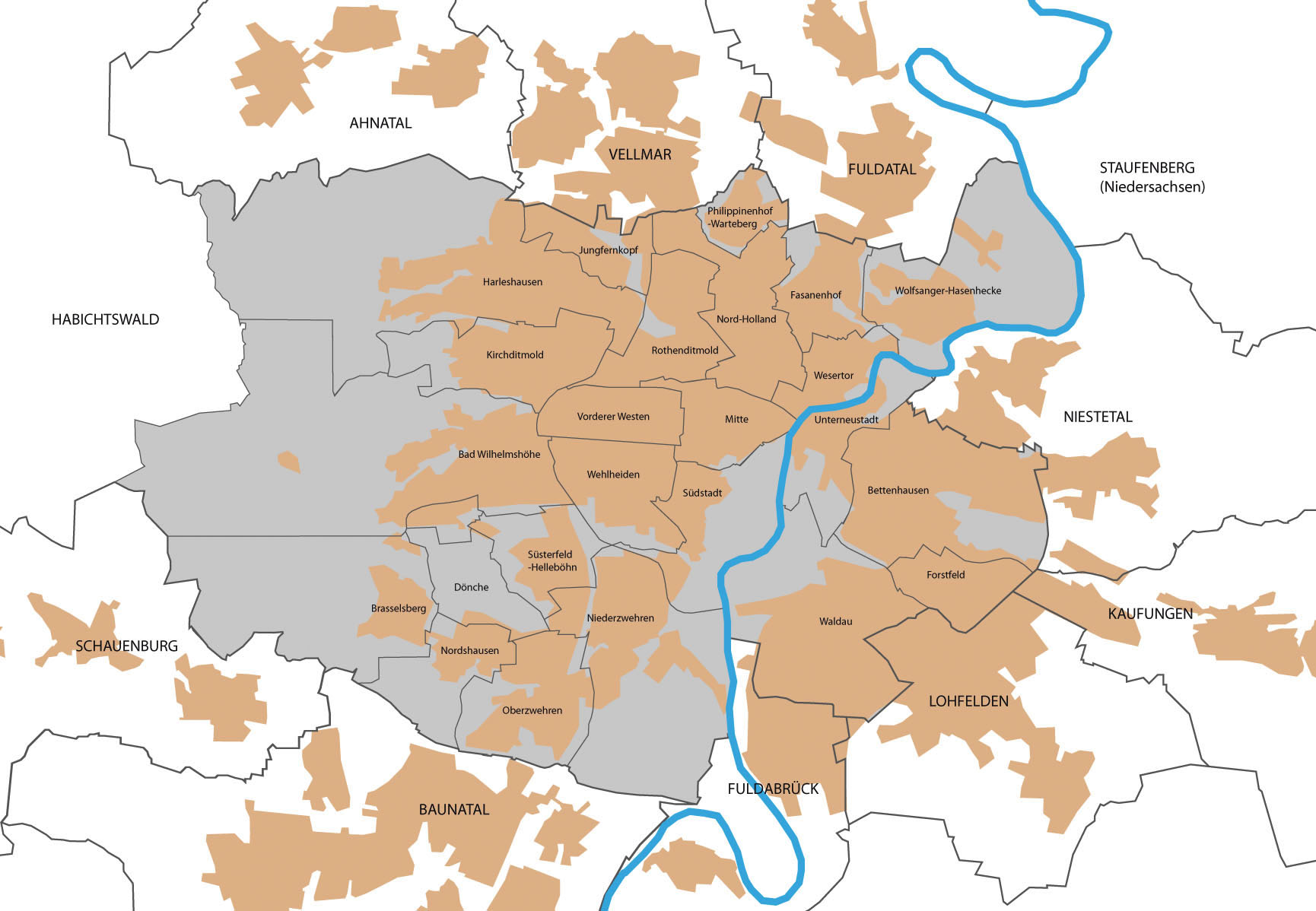
Lohfelden als Vorort von Kassel (besiedelte Fläche orange)

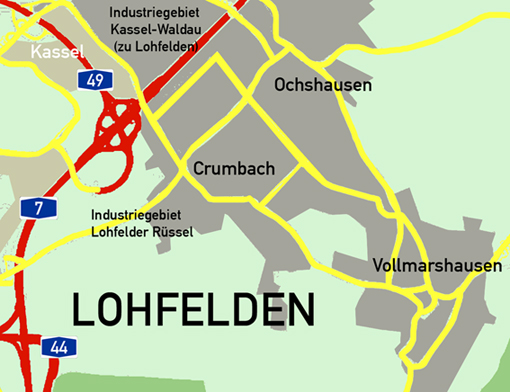
Lage der Ortsteile

### Gliederung
Die Gemeinde Lohfelden besteht aus den Ortsteilen Crumbach, Ochshausen und Vollmarshausen sowie den beiden Industriegebieten Kassel-Waldau und dem Lohfeldener Rüssel, welche zum großen Teil auf Gemeindegebiet liegen.

### Nachbargemeinden
Lohfelden grenzt im Nordwesten an die kreisfreie Stadt Kassel, im Nordosten und Osten an die Gemeinde Kaufungen, im Süden an die Gemeinde Söhrewald, im Westen an die Gemeinde Fuldabrück (alle drei im Landkreis Kassel). Die Gemeinde wird zur „urbanen Zone“ der Stadt Kassel gezählt.

## Geschichte

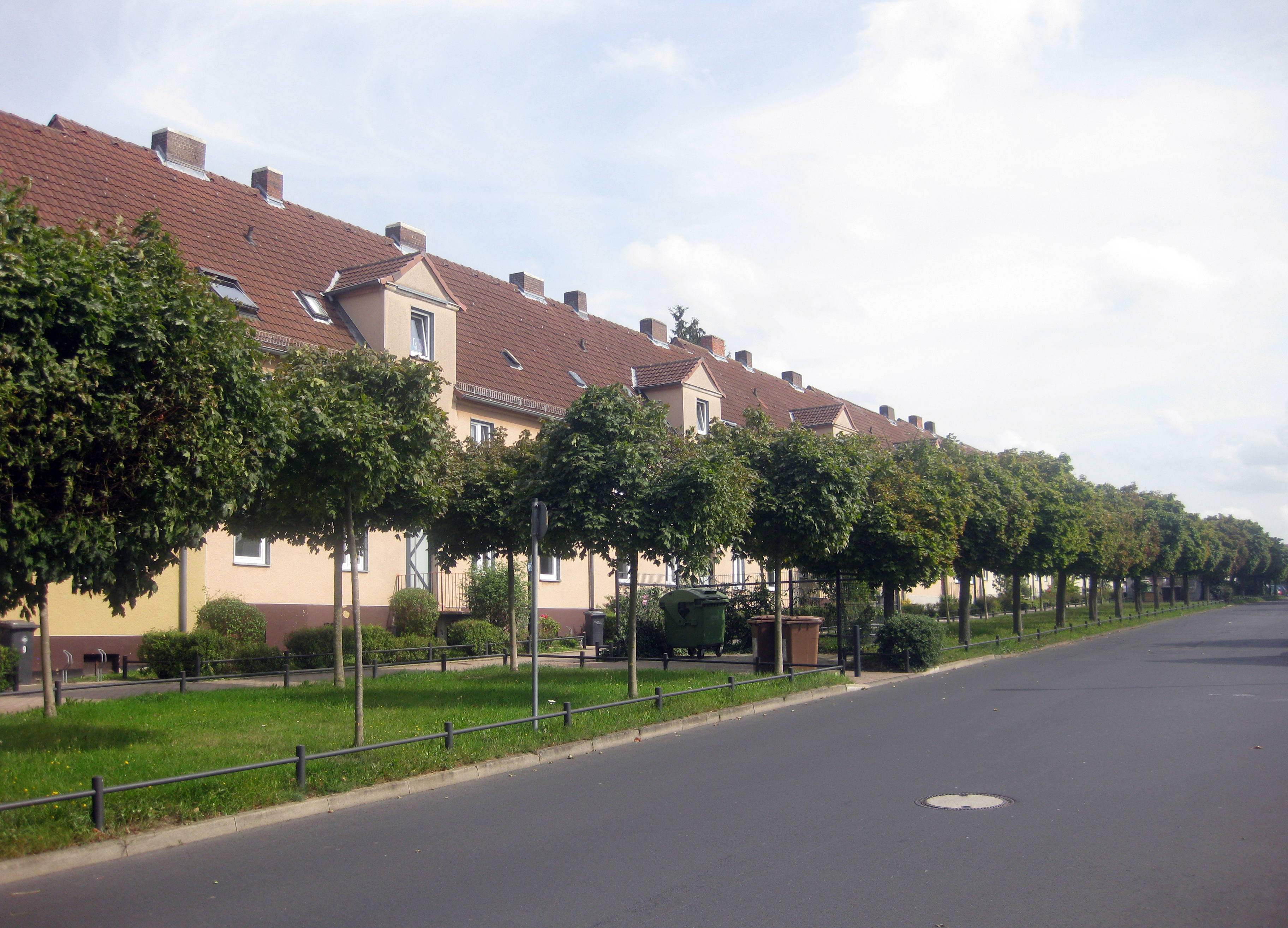
Die Söhrestraße in der Siedlung

Im 10. und 11. Jahrhundert wurden die gerodeten Flächen östlich um Kassel an Kolonisten vergeben, die Felder und Grundstücke wurden in Erbpacht vergeben. Später wurden diese vom Kaiser an Klöster verschenkt. Das Stift St. Alban vor Mainz besaß 1008 Rechte in Crumbach im 14. und 15. Jahrhundert dann der Mainzer Erzbischof, das Stift Kaufungen, die Klöster Weißenstein und Ahnaberg, das St. Martinsstift und das Karmeliterkloster. Die drei Orte Vollmarshausen, Crumbach und Ochshausen hatten einen gemeinsamen Gerichtsplatz an der Linde in Vollmarshausen.
Die Landwirte in den drei Ortschaften waren überwiegend Nebenerwerbslandwirte und erzielten ihren Lebensunterhalt als Handwerker. Ursache der geringen Bedeutung der Landwirtschaft für die lokale Wirtschaft war das Erbrecht, das eine Teilung des Landes ermöglichte. Häufig wurde nur für den Eigenbedarf Landwirtschaft betrieben. Mit der Gründung einer großen Schlosserei begann bereits ab
1750 die Industrialisierung. Die Brüder Grimm besuchten die drei Ortschaften in den 1820er Jahren; eine Zeichnung von Ludwig Emil Grimm die das spätsommerliche Crumbach zeigt, ist von 1821 erhalten, eine weitere Zeichnung lässt sich auf die Kirche von Vollmarshausen zuordnen.
Bereits um 1850 wandelten sich die bisher ländlich geprägten Orte und die Verstädterung begann. Ein Teil der Bevölkerung bevorzugte fortan, in Kasseler Betrieben zu arbeiten, oder richtete sich unternehmerisch nach dort aus. Das spätere Höfesterben hatte daher kaum wirtschaftliche Folgen. 1912 wurde die Söhrebahn in Betrieb genommen.
Am 1. Juni 1941 wurden die beiden Gemeinden Crumbach und Ochshausen durch Beschluss des Oberpräsidenten in Kassel zur neuen Gemeinde Lohfelden zusammengeschlossen. Der Name geht auf die Flurbezeichnungen „Auf dem Loh“ und „Lohfeld“ zurück. Diese bezeichnet die Gärten und Fluren zwischen Crumbach und Vollmarshausen. Auf dem Gebiet der Gemeinde, am damaligen Kasseler Flugplatz befand sich die Fieseler Flugzeugbau Kassel, bekannt für den Bau des Fieseler Storchs. Bis heute erinnert daran die Straße Am Fieseler Werk.
Zwischen den beiden Ortsteilen entstand die Siedlung, diese war bereits 1919 geplant und wurde dann Ende der 1930er Jahre nach Entwürfen von Hannsgeorg Oechler realisiert. Die architektonische Ausführung war als großstädtische Gartenstadt mit klassizistischen Zitaten. Grund für die Planung war die Entwicklung Lohfeldens zu einem Kasseler Vorort. Im Endausbau sollte die Siedlung 12.000 Einwohner haben und auch ein Kreiskrankenhaus beherbergen. Bewusst wurden Flächen im Fuldatal Richtung Kassel freigehalten, um zukünftige Naherholungsgebiete nicht durch ein Häusermeer zu stören. Letztendlich zerschnitt der Autobahnbau (die heutige A 7) den uneingeschränkten Zugang zu diesen Flächen. Zwar wurde noch 1951 ein Rathaus eingeweiht, der Zweite Weltkrieg hatte jedoch die ambitionierten Pläne einer großen Gartenstadt obsolet gemacht. 1966 wurde die Söhrebahn eingestellt und die Trasse zu einem Radweg und zu Grünflächen umgebaut.
In Lohfelden betrieb die Deutsche Bundespost von 1961 bis 1964 den Grundnetzsender Kassel für das zweite Fernsehprogramm. Mit der Inbetriebnahme des Senders Söhrewald erfolgte die Stilllegung der Anlage und die Demontage des 50 m hohen Stahlgittermasts. Der Straßenname Am Sender erinnert noch an den Standort, an dem sich heute ein kleinerer Stahlgittermast für den Mobilfunk befindet.
Hessische Gebietsreform
Am 1. Dezember 1970 fusionierten im Zuge der Gebietsreform in Hessen die Gemeinden Vollmarshausen und Lohfelden freiwillig zur Großgemeinde Lohfelden. Ortsbezirke nach der Hessischen Gemeindeordnung wurden nicht errichtet. Das neue Rathaus wurde an der Langen Straße zwischen dem bisherigen Lohfelden und Vollmarshausen gebaut. Kassel strebte die Eingemeindung des reichen Vororts an und reichte entsprechende Anträge beim Innenministerium ein. Mit zwei Abstimmungen (eine im Gemeinderat und eine in einer öffentlichen Bürgerversammlung) konnte Lohfelden einen gegenteiligen Volkswillen nachweisen, musste jedoch im Gegenzug 1975 einige Gemarkungen an Kassel abtreten. Zusammen mit der Stadt Kassel wurden 1971 und 2009 zwei Gewerbegebiete erschlossen.

## Bevölkerung

### Einwohnerstruktur 2011
Nach den Erhebungen des Zensus 2011 lebten am Stichtag dem 9. Mai 2011 in Lohfelden 13.482 Einwohner.
Nach dem Lebensalter waren 2305 Einwohner unter 18 Jahren, 5417 zwischen 18 und 49, 2787 zwischen 50 und 64 und 2974 Einwohner waren älter.
Unter den Einwohnern waren 1059 (7,9 %) Ausländer, von denen 185 aus dem EU-Ausland, 591 aus anderen europäischen Ländern und 284 aus anderen Staaten kamen. Von den deutschen Einwohnern hatten 13,5 % einen Migrationshintergrund.

Die Einwohner lebten in 6210 Haushalten. Davon waren 2082 Singlehaushalte, 1920 Paare ohne Kinder und 1594 Paare mit Kindern, sowie 498 Alleinerziehende und 114 Wohngemeinschaften. In 2161 Haushalten lebten ausschließlich Senioren und in 9597 Haushaltungen lebten keine Senioren.

### Einwohnerentwicklung
Die Region Kassel hat generell einen Rückgang der Bevölkerungszahlen zu verzeichnen. Demhingegen ist Lohfelden mit knapp über 6 % nach Baunatal die Gemeinde mit dem zweitgrößten Bevölkerungsanstieg von 1995 bis 2006. Beide Orte sind auch die einzigen, die in der Region ein Wachstum aufweisen.
| (Ochshausen+Crumbach) ab 1941 Lohfelden: Einwohnerzahlen von 1834 bis 2023 | (Ochshausen+Crumbach) ab 1941 Lohfelden: Einwohnerzahlen von 1834 bis 2023 | (Ochshausen+Crumbach) ab 1941 Lohfelden: Einwohnerzahlen von 1834 bis 2023 | (Ochshausen+Crumbach) ab 1941 Lohfelden: Einwohnerzahlen von 1834 bis 2023 | (Ochshausen+Crumbach) ab 1941 Lohfelden: Einwohnerzahlen von 1834 bis 2023 |
| --- | -------------------------------------------------------------------------- | -------------------------------------------------------------------------- | -------------------------------------------------------------------------- | -------------------------------------------------------------------------- |
| Jahr |                                                                            |                                                                            |                                                                            | Einwohner                                                                  |
| 1834 | 1834                                                                       |                                                                            | 1.190                                                                      | 1.190                                                                      |
| 1840 | 1840                                                                       |                                                                            | 1.237                                                                      | 1.237                                                                      |
| 1846 | 1846                                                                       |                                                                            | 1.315                                                                      | 1.315                                                                      |
| 1852 | 1852                                                                       |                                                                            | 1.415                                                                      | 1.415                                                                      |
| 1858 | 1858                                                                       |                                                                            | 1.249                                                                      | 1.249                                                                      |
| 1864 | 1864                                                                       |                                                                            | 1.319                                                                      | 1.319                                                                      |
| 1871 | 1871                                                                       |                                                                            | 1.340                                                                      | 1.340                                                                      |
| 1875 | 1875                                                                       |                                                                            | 1.404                                                                      | 1.404                                                                      |
| 1885 | 1885                                                                       |                                                                            | 1.505                                                                      | 1.505                                                                      |
| 1895 | 1895                                                                       |                                                                            | 1.611                                                                      | 1.611                                                                      |
| 1905 | 1905                                                                       |                                                                            | 1.895                                                                      | 1.895                                                                      |
| 1910 | 1910                                                                       |                                                                            | 1.915                                                                      | 1.915                                                                      |
| 1925 | 1925                                                                       |                                                                            | 2.185                                                                      | 2.185                                                                      |
| 1939 | 1939                                                                       |                                                                            | 2.570                                                                      | 2.570                                                                      |
| 1946 | 1946                                                                       |                                                                            | 4.406                                                                      | 4.406                                                                      |
| 1950 | 1950                                                                       |                                                                            | 5.894                                                                      | 5.894                                                                      |
| 1956 | 1956                                                                       |                                                                            | 6.159                                                                      | 6.159                                                                      |
| 1961 | 1961                                                                       |                                                                            | 6.624                                                                      | 6.624                                                                      |
| 1967 | 1967                                                                       |                                                                            | 7.580                                                                      | 7.580                                                                      |
| 1970 | 1970                                                                       |                                                                            | 10.840                                                                     | 10.840                                                                     |
| 1980 | 1980                                                                       |                                                                            | ?                                                                          | ?                                                                          |
| 1990 | 1990                                                                       |                                                                            | ?                                                                          | ?                                                                          |
| 2000 | 2000                                                                       |                                                                            | ?                                                                          | ?                                                                          |
| 2011 | 2011                                                                       |                                                                            | 13.482                                                                     | 13.482                                                                     |
| 2015 | 2015                                                                       |                                                                            | 13.591                                                                     | 13.591                                                                     |
| 2020 | 2020                                                                       |                                                                            | 14.219                                                                     | 14.219                                                                     |
| 2023 | 2023                                                                       |                                                                            | 14.408                                                                     | 14.408                                                                     |
| Datenquelle: Historisches Gemeindeverzeichnis für Hessen: Die Bevölkerung der Gemeinden 1834 bis 1967. Wiesbaden: Hessisches Statistisches Landesamt, 1968. Weitere Quellen: LAGIS;Zensus 2011; Hessisches Statistisches Landesamt. Ab 1970 einschließlich der im Zuge der Gebietsreform in Hessen eingegliederten Orte. |                                                                            |                                                                            |                                                                            |                                                                            |

## Religion

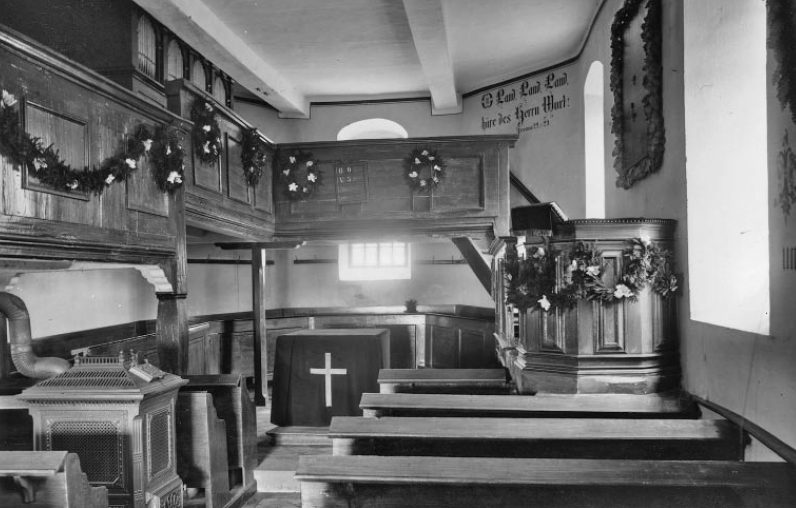
Die evangelische Kirche in Ochshausen um 1910

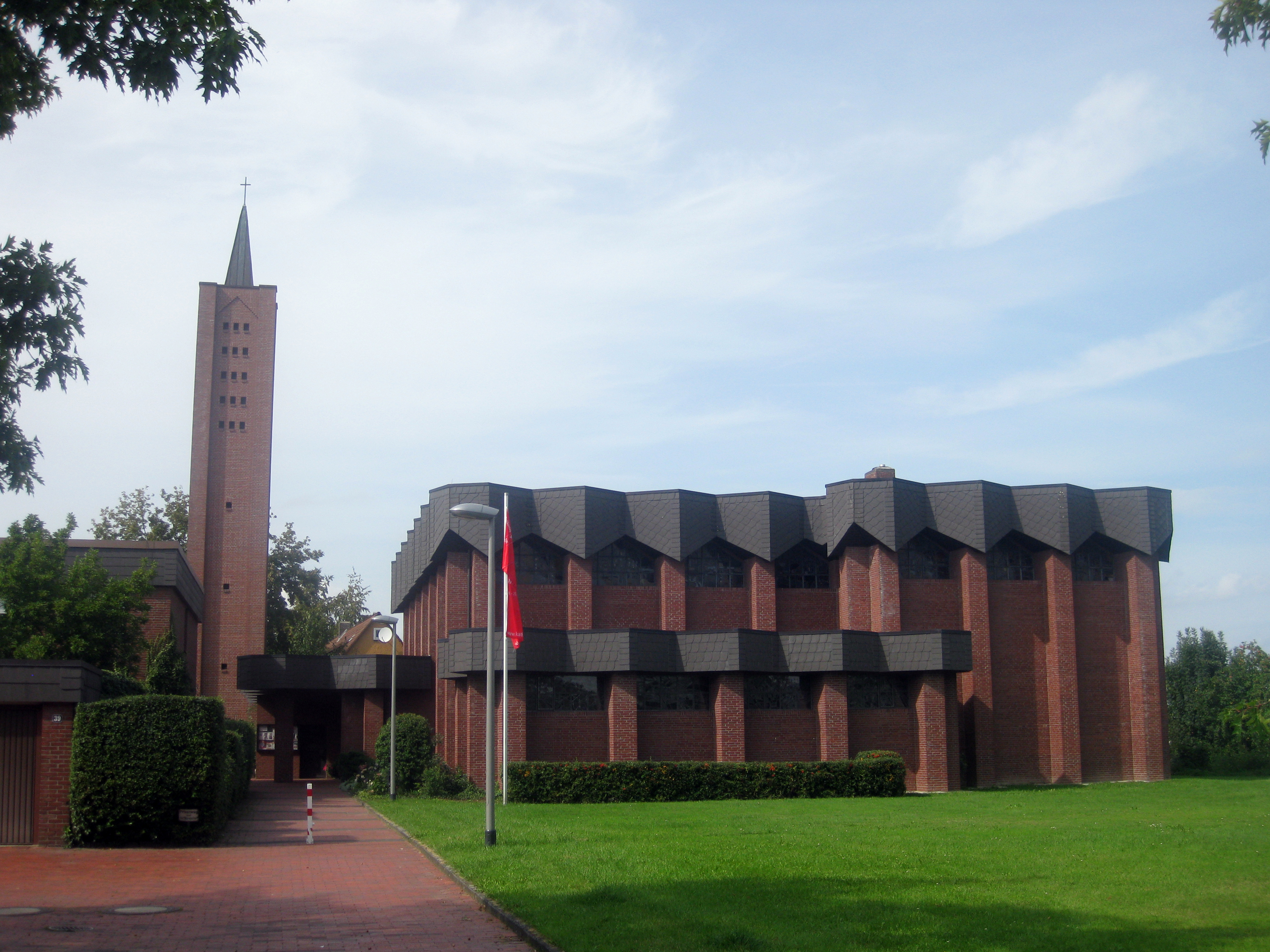
Die katholische St. Johannes Bosco-Gemeinde an der Langen Straße

Offiziell wurde 1526 mit der Homberger Synode die Reformation eingeführt. Es gibt die Evangelische Kirchengemeinde Lohfelden für die Ortsteile Crumbach und Ochshausen und die Evangelische Kirchengemeinde Vollmarshausen. Seit 1982 gehört der östliche Teil des Kirchenkreises Kassel-Land zum Kirchenkreis Kaufungen. Die expandierende Industrie von Kassel führte zu einem Zuzug von Katholiken, so aus dem Westerwald und dem Saarland. Ab 1939 fanden katholische Gottesdienste in der evangelischen Kirche in Crumbach statt, zu Weihnachten 1949 wurde die neue Kirche St. Johannes Bosco eingeweiht, 1977 folgte ein Neubau, der von Josef Bieling entworfen worden war.

## Politik

### Gemeindevertretung
Die Kommunalwahl am 14. März 2021 lieferte folgendes Ergebnis, in Vergleich gesetzt zu früheren Kommunalwahlen:
| Gemeindevertretung – Kommunalwahlen 2021 | Gemeindevertretung – Kommunalwahlen 2021                                         |
| --- | -------------------------------------------------------------------------------- |
| Stimmenanteil in %Wahlbeteiligung 44,7 % 6050403020100 46,9 (−4,1)22,5 (−0,6)17,0 (+5,1)9,3 (−4,7)4,2 (n. k.) SPDCDUGrüneU2LdAfD20162021Anmerkungen:d Unabhängige Liste Lohfelden | SitzverteilungInsgesamt 37 Sitze - SPD: 17 - Grüne: 6 - U2L: 4 - CDU: 9 - AfD: 1 |

| Parteien und Wählergemeinschaften | Parteien und Wählergemeinschaften           | % 2021 | Sitze 2021 | % 2016 | Sitze 2016 | % 2011 | Sitze 2011 | % 2006 | Sitze 2006 | % 2001 | Sitze 2001 |
| SPD                               | Sozialdemokratische Partei Deutschlands     | 46,9   | 17         | 51,0   | 19         | 56,1   | 21         | 66,2   | 24*        | 69,6   | 26         |
| CDU                               | Christlich Demokratische Union Deutschlands | 22,5   | 9          | 23,1   | 9          | 22,4   | 8          | 25,8   | 10         | 22,4   | 8          |
| Grüne                             | Bündnis 90/Die Grünen                       | 17,0   | 6          | 11,9   | 4          | 12,5   | 5          | 5,9    | 2          | 5,7    | 2          |
| U2L                               | Unabhängige Liste Lohfelden                 | 9,3    | 4          | 14,0   | 5          | 8,1    | 3          | 2,2    | 1          | —      | —          |
| AfD                               | Alternative für Deutschland                 | 4,2    | 1          | —      | —          | —      | —          | —      | —          | —      | —          |
| FDP                               | Freie Demokratische Partei                  | —      | —          | —      | —          | 0,8    | 0          | —      | —          | 2,4    | 1          |
| Gesamt                            | Gesamt                                      | 100,0  | 37         | 100,0  | 37         | 100,0  | 37         | 100,0  | 37         | 100,0  | 37         |
| Wahlbeteiligung in %              | Wahlbeteiligung in %                        | 44,7   | 44,7       | 52,1   | 52,1       | 45,5   | 45,5       | 47,3   | 47,3       | 54,8   | 54,8       |

Im Jahr 2022 hat ein Mitglied der AfD-Fraktion die Fraktion verlassen und sich der CDU angeschlossen.

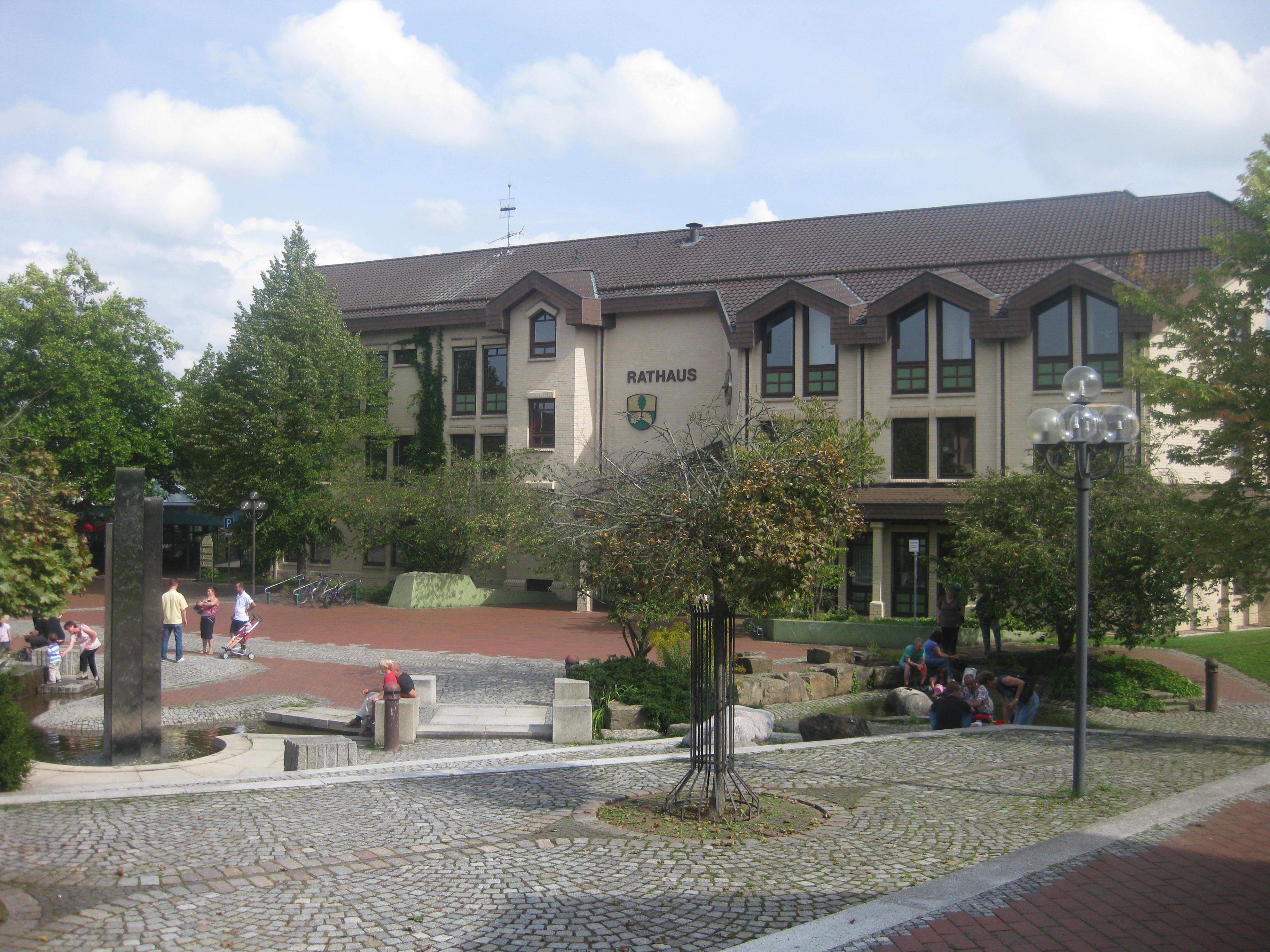
Das Rathaus

### Bürgermeister
Nach der hessischen Kommunalverfassung wird der Bürgermeister für eine sechsjährige Amtszeit gewählt, seit dem Jahr 1993 in einer Direktwahl, und ist Vorsitzender des Gemeindevorstands, dem in der Gemeinde Lohfelden neben dem Bürgermeister ehrenamtlich ein Erster Beigeordneter und acht weitere Beigeordnete angehören. Bürgermeister ist seit dem 1. Juni 2016 Uwe Jäger (SPD). Er wurde als Nachfolger von Michael Reuter (SPD), der nach zwei Amtszeiten nicht mehr zur Wahl angetreten war, am 6. März 2016 im ersten Wahlgang bei 52,1 Prozent Wahlbeteiligung mit 66,9 Prozent der Stimmen gewählt. Es folgte eine Wiederwahl im Februar 2022 ohne Gegenkandidaten.
Amtszeiten der Bürgermeister
- 2016–2028 Uwe Jäger (SPD)[29]
- 2004–2016 Michael Reuter (SPD)
- 1992–2004 Bernhard Blank (SPD)
- 1970–1992 Walter Knoche (SPD)
- 1965–1970 Gerhard Kühne (SPD)
- 1952–1965 Wilhelm Richter (SPD)
- 1950–1952 Heinrich Malsch (SPD)
- 1945–1950 Paul Althans (SPD)

Anmerkung: Die Bürgermeister bis 1970 beziehen sich nur auf die Altgemeinde (Crumbach und Ochshausen), anschließend auch auf den Ortsteil Vollmarshausen.

### Haushalt
Bis 2009 hatte Lohfelden kontinuierlich einen ausgeglichenen Haushalt. Erstmals für 2010 wurde ein Haushalt vorgestellt, der nicht ausgeglichen ist. Von den 24,5 Millionen Euro wurden 1,5 Millionen aus der Reserve entnommen, die somit bis auf 1 Million aufgebraucht wurde. Die größten Einzelposten waren die Erschließung des Neubaugebietes Lindenberg, die Kanalsanierung, Baumaßnahmen im Bereich Freibad/Panorama und Straßenerneuerungen. Ursache war ein unerwarteter Rückgang der Gewerbesteuer um 3 Millionen Euro.
Im nächsten Jahr wurde wieder ein Überschuss erzielt. Statt des ursprünglich geplanten Defizits von 1,1 Millionen Euro wurde mit einem Überschuss von 142.000 Euro abgeschlossen, ein Vertrag mit Kassel nach Abtretung von Flächen hatte zwar nur 35 Jahre Laufzeit an Beteiligung an Gewerbesteuer, jedoch begann dieser (und endete somit) ein Jahr später als angenommen, wie der Gemeindekämmerer nachforschte. Im Oktober 2012 wurde für das ablaufende Jahr ein Überschuss von 490.000 Euro gemeldet.
Auch im abgeschlossenen Jahr 2020 wurden Überschüsse erzielt, Ausgaben von 33.111.180 stehen Einnahmen von 33.771.171 gegenüber.

### Wappen
|                      | Gemeinsam sind wir stark. |
| Wappen von Lohfelden | Blasonierung: „In von Gold und Grün geteiltem Schild drei (1:2) göpelförmig gestellte Eichenblätter in verwechselten Farben.“ |
| Wappen von Lohfelden | Wappenbegründung: Das Wappen wurde ursprünglich von Fritz Suhre, in 1950, für die Interessengemeinschaft, HANDEL, HANWERK und FREIE BERUFE, entworfen. Nach dem Motto: Gemeinsam sind wir stark, wie eine Eiche. Im selben Jahr, fand eine Ausstellung dieser Interessengemeinschaft statt, bei der u. a. der amtierende Bürgermeister zu Gast war. Dieser sprach Fritz Suhre an, und bat ihn, das Wappen der Gemeinde zu übereignen, da man dort bis Dato. noch keins hatte. Es würde auch gut passen, weil zu der Zeit 2 Ortsteile, CRUMBACH, OCHSHAUSEN, und dazwischen das LOHFELD waren. Nach Rücksprache, mit den Mitgliedern, dieser Gemeinschaft, bekam die Gemeinde das Wappen geschenkt. Die Behauptung, dass es von jemand anderem gestaltet wurde, muss ein Irrtum sein. So wie hier angegeben, in 1967, da bestand das Wappen bereits 17 Jahre, wurde nur von der Gemeindeverwaltung vergessen, es eintragen zu lassen. Das Wappen wurde von dem Bad Nauheimer Heraldiker Heinz Ritt gestaltet und am 13. Januar 1967 durch das Hessische Ministerium des Innern genehmigt. |

### Flagge
Die Flagge wurde der Gemeinde am 23. Juni 1981 durch das Hessische Ministerium des Innern genehmigt und wird wie folgt beschrieben:
„Die Flagge zeigt auf der von Grün und Gelb quer geteilten Flaggenbahn das Gemeindewappen in der Weise, dass die Teilungslinien von Flagge und Wappen aufeinanderliegen.“

### Städtepartnerschaften
Lohfelden unterhält partnerschaftliche Beziehungen zu
- Berg im Drautal in Österreich seit 25. Juni 1988
- Trutnov in Tschechien seit dem 23. Februar 2007
- Alcalá la Real in Spanien seit dem 14. Dezember 2007

## Kultur und Sehenswürdigkeiten
Die Geschichte der drei Altdörfer Crumbach, Ochshausen und Vollmarshausen wird mit dem ECO-Pfad Kulturgeschichte Lohfelden erschlossen, an dem entlang Hinweistafeln angebracht sind. Insgesamit gibt es am ARS Natura x-Weg 8 Kunstwerke auf dem Gemeindegebiet. Mit dem „Märchen von einem, der auszog das Fürchten zu lernen“ ist Lohfelden an den Märchenlandweg angeschlossen. Karneval wird erst seit 1949 gefeiert, als Katholiken in die einst rein protestantische Gegend zogen.

### Bauwerke
Die Ortsteile Crumbach und Vollmarshausen sind je vom Denkmalschutz als Gesamtanlage eingestuft, darüber hinaus sind 33 Bauten in Vollmarshausen auch Kulturdenkmäler.
- Evangelische Kirche Crumbach mit rundem Kirchturm (ehem. Wehrturm aus dem 12. Jahrhundert)
- Siedlung (geplante und nur teilweise verwirklichte Gartenstadt)
- Evangelische Kirche Ochshausen (gotische Saalkirche)
- Gräberfeld von Vollmarshausen (späte Bronzezeit und älteren Eisenzeit)
- Evangelische Kirche Vollmarshausen (Bauwerk des frühen Klassizismus)
- Gerichtsplatz Vollmarshausen
- Obermühle

Quelle: Eco Pfad Kulturgeschichte Lohfelden

### Naturdenkmäler
In Lohfelden gibt es insgesamt fünf Naturdenkmale, allesamt davon Bäume.

### Vereine
- FSC Lohfelden
- Die Freie Sport- und Kulturgemeinschaft (FSK) Lohfelden bietet viele verschiedene Sportarten an. Dazu gehören unter anderem Fußball, Turnen, Leichtathletik, Badminton, Tennis, Tanzen, Tischtennis, Wintersport und Handball.
- FSK Vollmarshausen
- HSG Lohfelden Vollmarshausen, Handball

### Lohfelden in der Literatur
- Im Roman Bis zum Ende der B-Seite von Jamal Tuschick ertrinkt ein Kind im Lohfeldener Freibad.[40]
- Gleich in zwei Werken von Matthias P. Gibert kommt Lohfelden vor: Im Krimi Nervenflattern „entpuppte sich die Adresse in Lohfelden im Kasseler Südwesten als ein einsames Zweifamilienhaus am Ende einer Sackgasse.“[41] In Zirkusluft: Lenz' dritter Fall geht es um einen Tatverdächtigen der zeitweise in Lohfelden gemeldet war.

Zwei Volksmärchen haben ihren Ursprung oder Bezüge zu Lohfelden-Crumbach: Die Erscheinung in Crumbach und das Märchen von einem, der auszog das Fürchten zu lernen.

### Namensgebung
Nach dem Ort ist die Geranie Storchenschnabel Lohfelden benannt (Geranium cantabrigiense Lohfelden) diese wurde von dem Staudengärtner Heinz-Richard Klose gezüchtet, nach dem die Viola Klose benannt ist.

## Wirtschaft und Infrastruktur

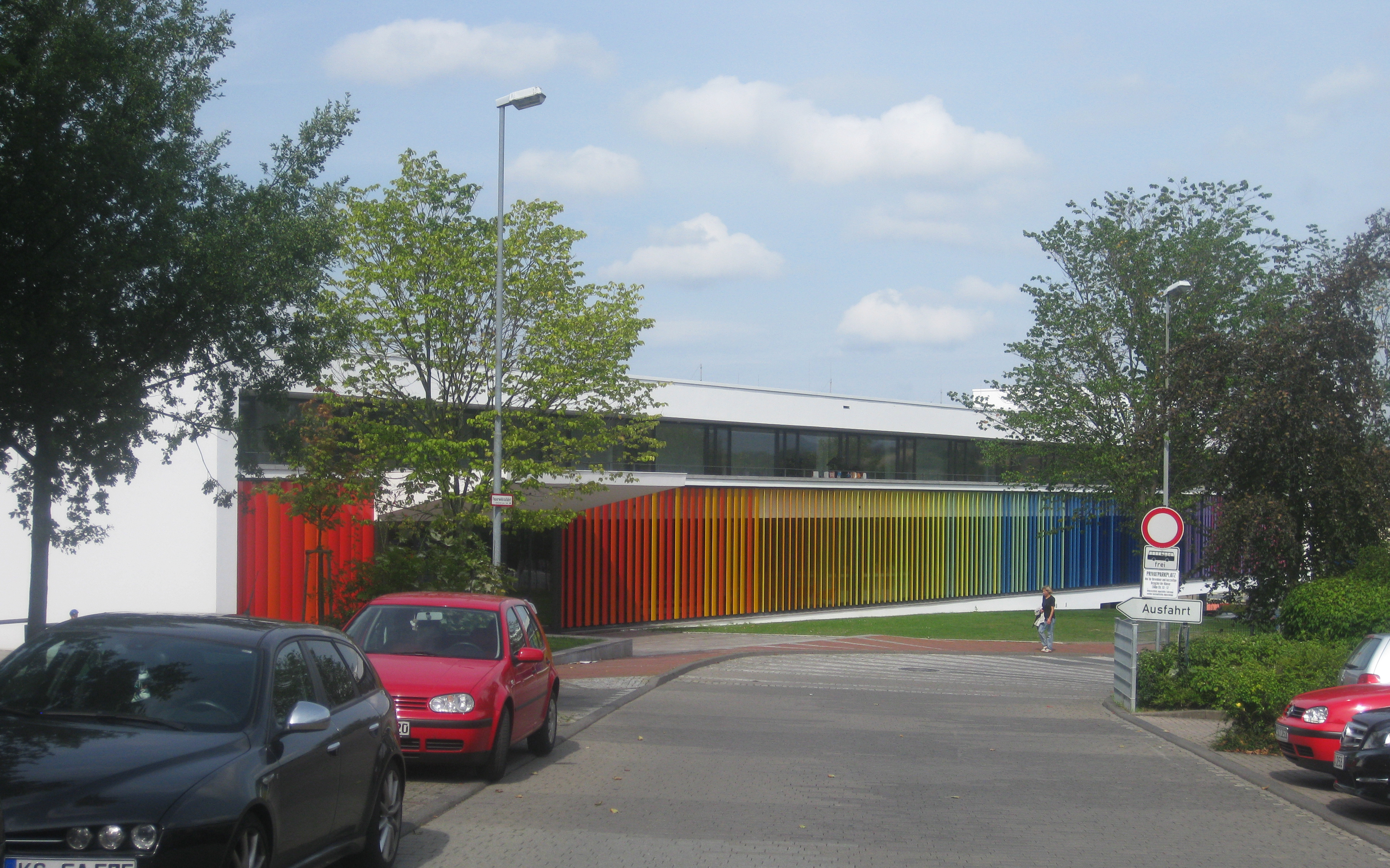
Die Söhreschule

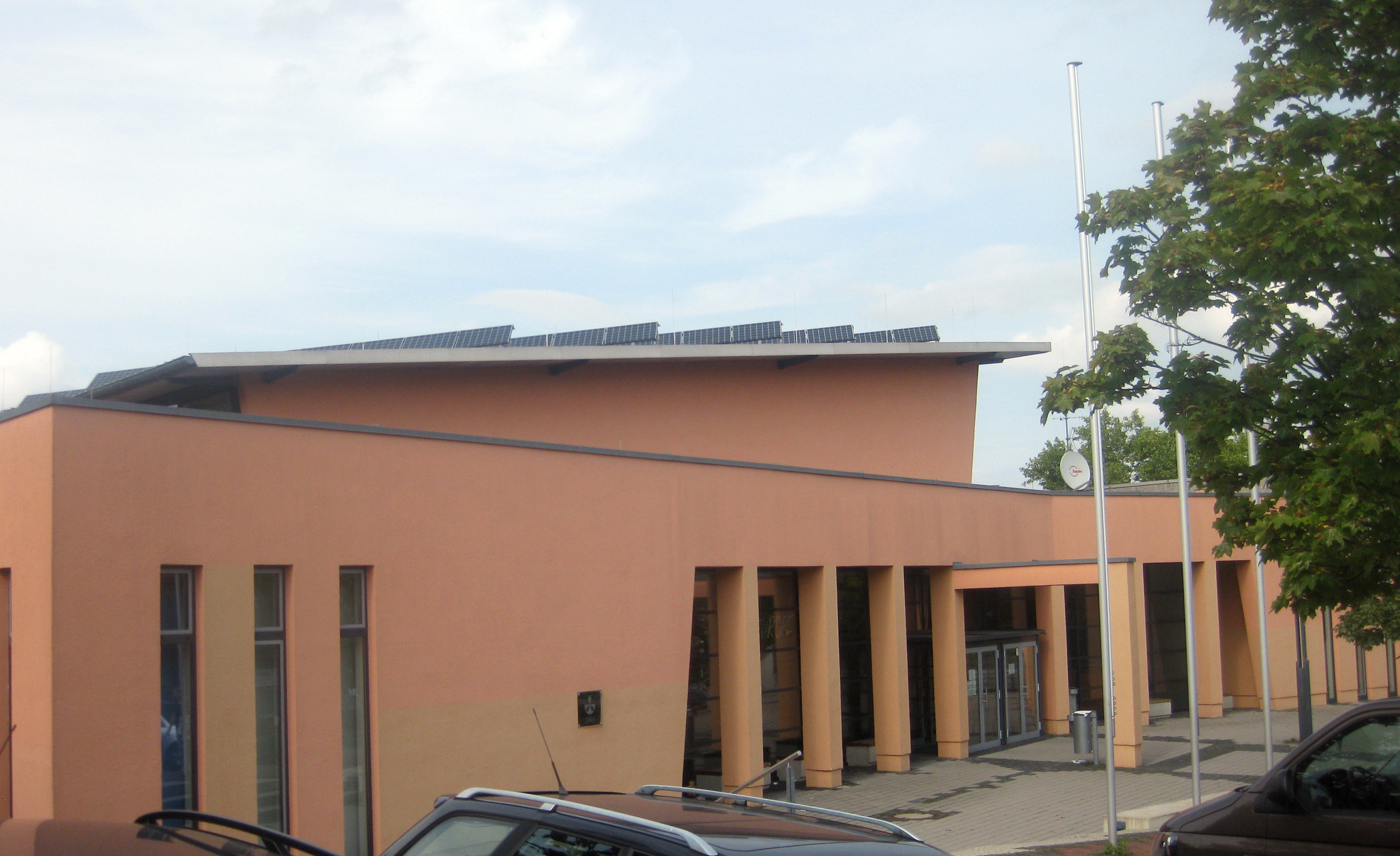
Die Mehrzweckhalle

### Schulen/Betreuung
Lohfelden besitzt zwei Grundschulen, die Regenbogenschule in Crumbach und die Grundschule Vollmarshausen. Außerdem befindet sich in Ochshausen eine Gesamtschule (Söhreschule).
Des Weiteren sind in Lohfelden sechs Kindergärten, zwei Kinderhorte, zwei Altenwohnheime und ein Alten- und Pflegeheim zu finden. (Stand 31. Dezember 2020)

### Sportstätten
Lohfelden besitzt vier Sporthallen und zwei Fußballstadien:
- die 2003 erbaute Mehrzweckhalle in der Langen Straße
- die Sporthalle der Söhreschule
- die Wilhelm-Richter-Halle der Regenbogenschule
- die Sporthalle Vollmarshausen
- das Nordhessenstadion (ein Rasenplatz, zwei Kunstrasenplätze)
- den Fußballplatz Vollmarshausen (ein Rasenplatz, ein Kunstrasenplatz, ein „Bolzplatz“)

Weiterhin gibt es in Lohfelden ein Freibad und ein kleines Hallenbad in der Grundschule.

### Verkehr

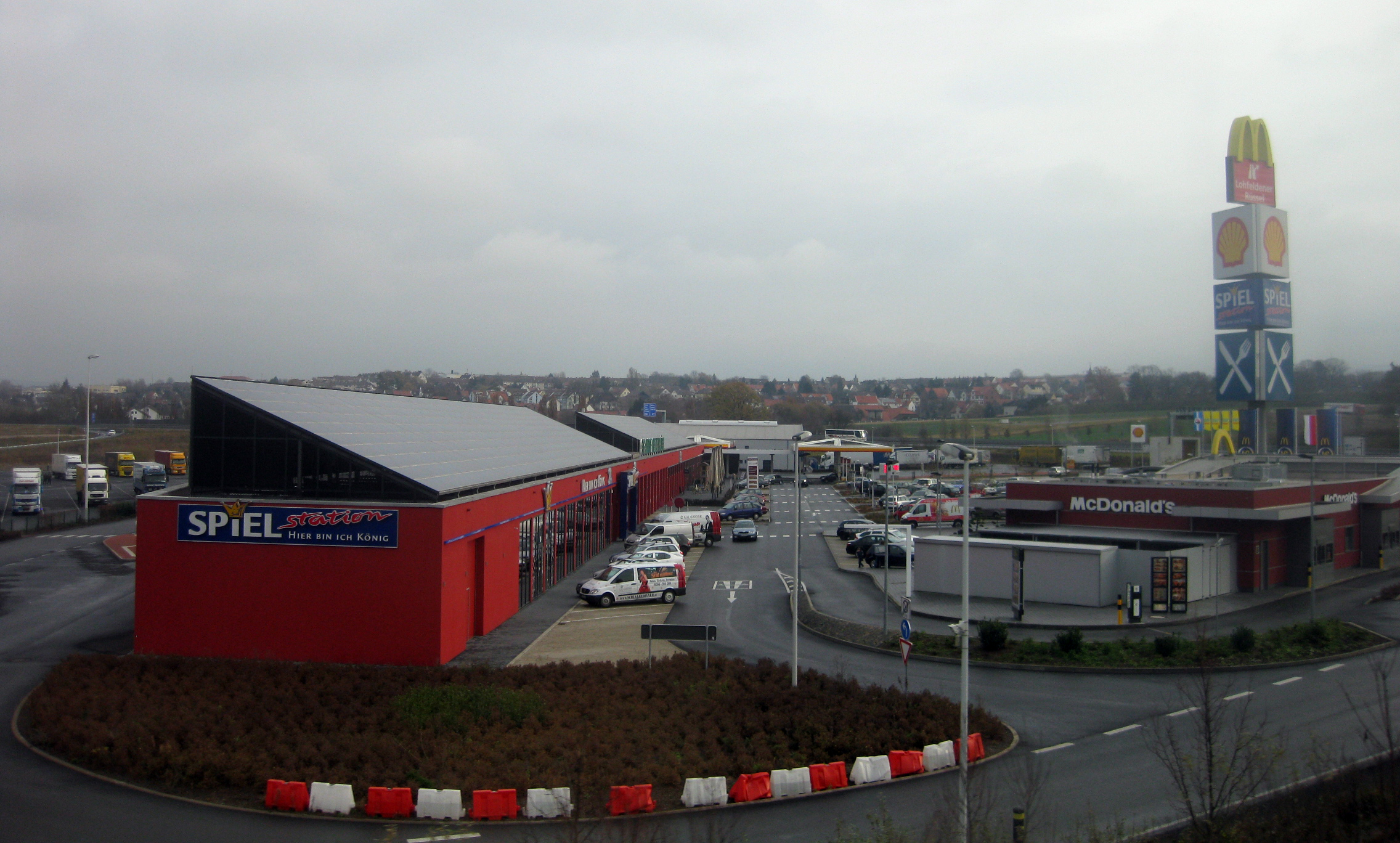
Autohof Lohfeldener Rüssel

#### Straßenverkehr
In Nord-Süd-Richtung führt die A 7 an Lohfelden vorbei, es zweigen ab die A 44 am Dreieck Kassel Süd und die A 49 am Kasseler Kreuz Mitte. Die A 7 trennt Kassel vom östlich gelegenen Lohfelden. Nördlich führt die B 7 Richtung Kaufungen. Die Autobahnraststätte Kassel Ost liegt auf Gemeindegebiet, ebenso der Autohof Lohfeldener Rüssel.
Lohfelden ist über Hauptverkehrsstraßen mit den Nachbarkommunen Kassel (Waldau), Kaufungen (Niederkaufungen), Söhrewald (Wellerode) und Fuldabrück (Bergshausen) direkt verbunden. Die Entfernung zum Zentrum Kassels beträgt 5,5 km.

#### Schienenverkehr
Durch den Ort führte bis 1966 die Söhrebahn. Die Reaktivierung der zum Radweg umgestalteten Trasse nach Vollmarshausen als Straßenbahn wurde von der Gemeinde abgelehnt. Kritikpunkte am alten Plan von 1998 sind die nur teilweise Anbindung des Ortes; eine Alternative ist bei der Neudiskussion seit 2010 die Weiterführung über Vollmarshausen nach Söhrewald, so dass auch Buslinien ersetzt werden können.
Nachdem der Plan für eine Straßenbahn vom Lindenberg  Ende 2014 als fehlgeschlagen galt, wurden 2021 die Planungen wieder aufgenommen. Angedacht ist heute eine Verbindung von der Endhaltestelle Waldauer Weg über Waldau in die Kasseler Innenstadt.
Seit 1983 führt ein Industriestammgleis in das Industriegebiet. 2001 wurde dort ein Güterverkehrszentrum (GVZ) errichtet, welches 2004 eine Umschlagsleistung von 11.841 Waggons erreichte.

#### Öffentlicher Nahverkehr
Die Buslinien 35, 37 und 38 des Busunternehmens Käberich fahren zu Hauptverkehrszeiten im Zehn-Minuten-Takt nach Lohfelden. Die Fahrtzeit vom Königsplatz nach Vollmarshausen mit der Linie 37 beträgt 25 Minuten. Darüber hinaus bedient Käberich mit der Linie 36 an hessischen Schultagen die Gemeinde Lohfelden. Die KVG fährt zudem die in Lohfelden-Crumbach gelegene Haltestelle Crumbacher Straße mit der Linie 10 an.

### Wirtschaftsstruktur
Bereits im 19. Jahrhundert fand der Strukturwandel von einem ländlichen geprägten Gebiet zu einer städtischen Besiedelung statt. Bisherige Landwirte stellten sich auf die Bedürfnisse der jungen Industrie und Werkstätten ein. In Crumbach wurde die Crumbacher Mühle errichtet, von der aus Kassel mit Mehl versorgt wurde. Lange Zeit waren die Fieseler-Werke ein wichtiger Arbeitgeber, nach 1945 entstand in der Nähe der heutigen Ortsmitte die Maschinenfabrik Adam Richter, nach Verkauf der Firma an die Quandt Gruppe übernahm Alstom das Gelände und produzierte chemische Anlagen, 2011 erwarb es die ZEED New Energy GmbH. Von 1985 bis 1991 fertigte die ERK Solartechnik Elektrofahrzeuge in Lohfelden.
Im Jahre 1971 begann die Entwicklung des Gewerbegebietes Kassel-Waldau, welches überwiegend auf dem Gebiet der Gemeinde liegt. Von 1665 Beschäftigten im Jahr 1975 stieg die Zahl bis 2002 auf 4100. Ab 2009 erfolgte erneut mit der Stadt Kassel die Erschließung eines zweiten Gewerbegebiets, dem Lohfeldener Rüssel. Der Begriff geht auf den Beginn der A 49 zurück, der umgangssprachlich so bezeichnet wird. Bekannt ist dieser auch durch den gleichnamigen Autohof. Im neuen 205.000 m² große Gewerbegebiet haben sich u. a. Logistikunternehmen, Maschinenbaubetriebe, Hotels und LKW-Servicecentren angesiedelt.

### Medien
Als Tageszeitung in Lohfelden erscheint die Hessische/Niedersächsische Allgemeine (HNA). Seit 1981 erscheint der Blickpunkt Lohfelden, der auch Bekanntmachungsblatt der Gemeinde ist und wöchentlich kostenlos an alle Haushalte der Gemeinde verteilt wird. Zweimal in der Woche wird das Anzeigenblatt mit lokalen redaktionellen Beiträgen Extra-Tip an die Lohfeldener Haushalte verteilt.

## Persönlichkeiten
- Johann Jakob Lagemann (1696–1766), Waffenhersteller
- Josef Köcher (1907–1997), Politiker (SPD), lebte im Ort
- Günther Grzimek (1915–1996), Landschaftsarchitekt, lebte und arbeitete im Ort, gestaltete den Münchener Olympiapark
- Wolfgang von Heusinger (* 1928), Politiker (CDU)
- Vera Rüdiger (* 1936), Politikerin (SPD), geboren und aufgewachsen in Vollmarshausen
- Rolf Bernd (* 1943), Generalmajor der Bundeswehr
- Barbara Weitzel (* 1962), Politikerin (Bündnis 90/Die Grünen), lebte im Ort